# 炮 (中國象棋)

炮、砲棋子

「炮」、「砲」是中國象棋的棋子，每方各有兩枚。紅方為「炮」，黑方為「砲」。走法與車一樣：在沒有其他子阻擋的情況下每一步可以沿直綫移動任意步，不能走斜綫或拐彎。但是在吃子时“炮”與被吃子之間需隔任意一個棋子（该子称为“炮架”或“砲臺”）。
砲為投石機。炮為火藥動力的投石機。在古代亦有使用“礮”、“包”，“礮”為“砲”的古字，“包”則是為了分辨敵我而使用，與字義不符。

## 運用
開局時由於棋子眾多，炮的火力容易發揮，而且以炮為第1步的走法是最多的，有當頭炮（炮8平5或2平5）、仕角炮、巡河炮、過宮炮等。
但隨著戰局進行，炮火的威力會因炮台減少而下降；到了殘局若能以一炮換到一馬就算划算了。